# ناريندرا باتل
ناريندرا بابوبهاي باتل أو بارون باتل (بالإنجليزية: Narendra Babubhai Patel, Baron Patel)، الحاصل على زمالة أكاديمية العلوم الطبية، (وُلد في 11 مايو 1938) هو طبيب توليد بريطاني حاصل على لقب بارون، ومستشار في جامعة دندي.

## النشأة
وُلد باتل في ليندي،تنزانيا، في 11 مايو 1938، لوالدين من المهاجرين الهنود ودرس الطب في كلية كوينز، جامعة سانت أندروز وتخرج في عام 1964. ثم انتقل إلى العمل لأكثر من ثلاثين عامًا في مستشفى نينويلز في دندي، وأصبح طبيبًا استشاريًا في عام 1974. شملت اهتمامات باتل الطبية والأكاديمية طب التوليد والولادة المبكرة وتأخر نمو الجنين وعلم الأوبئة التوليدية، وجودة معايير الصحة والإمداد السريري.

## حباته المهنية
أصبح باتل عضوًا في الكلية الملكية لأطباء النساء والتوليد في عام 1969، ثم زميلًا في عام 1988 وانتخب زميلًا للجمعية الملكية في إدنبرة) في عام 1999. شغل باتل منصب رئيس أكاديمية الكليات الملكية الطبية في اسكتلندا 1994-95، وأكاديمية الكليات الملكية الطبية في المملكة المتحدة 1996-1998، وكان رئيسًا للكلية الملكية لأطباء النساء والتوليد في الفترة من 1995 إلى 1998، ثم أمينًا فخريًا من 1987 إلى 1992، ثم نائب الرئيس 1992-95.
كان باتل نائب رئيس الجمعية من 2012-2014 عندما تم انتخابه رئيسًا للمنظمة. وهو يشغل حاليًا منصب رئيس المنظمة.

## الجوائز ومراتب الشرف
حصل باتل على لقب فارس في تكريمات عيد الميلاد لعام 1997، وحصل في 1 مارس 1999على لقب البارون باتل في بيرث وكينروس. عمل باتل نائبًا لرئيس الفريق البرلماني لجميع الأحزاب المعنية بخدمات الأمومة منذ عام 2002 وللمجموعة المعنية بخدمات العقم منذ عام 2003، فضلًا عن كونه رئيسًا للجنة التوجيهية للخلايا الجذعية منذ عام 2003، كما كان عضوًا في لجنة العلوم والتكنولوجيا منذ ترقيته.
تم تعيين اللورد باتل في عام 2006 مستشارًا في جامعة دندي. وقد اختار، كجزء من ترشيحه، منح الدرجات الفخرية للبارونة كوكس والبروفيسور آنا غلاسير.
حصل اللورد باتل على العديد من الزمالات الفخرية من العديد من الهيئات المهنية، بما في ذلك:
- الكلية الأمريكية لأطباء النساء والتوليد (1996)
- جمعية أطباء التوليد وأمراض النساء في كندا (1997)
- الكلية الملكية للأطباء (1997)
- كلية الجراحين الملكية بإدنبرة (1997)
- الكلية الملكية للأطباء والجراحين في جلاسكو (1998)
- كلية الجراحين الملكية بإنجلترا (1998)
- الكلية الملكية الأسترالية لأمراض النساء والتوليد (1998)
- الكلية الملكية لأطباء التخدير (1998)
- الكلية الملكية لأطباء أيرلندا (2000)
- الكلية الملكية للأطباء الآيرلنديين (2003)
- الكلية الملكية للممارسين العامين ( 2004)
- الكلية الملكية للأطباء النفسيين (2005)
- عضو فخري في الجمعيات الألمانية والفنلندية والأرجنتينية والتشيلية والإيطالية لأمراض النساء والتوليد.[2]
- حصل على درجة الدكتوراه الفخرية من جامعة نابير (1996) وجامعة أبردين(2001) وجامعة سانت اندروز (2001) وجامعة أثينا (2004) وجامعة دندي (2004)

تم تعيين اللورد باتل في يوم القديس أندرو في 30 نوفمبر 2009 في نظام الشوك من قبل الملكة اليزابيث الثانية. يعتبر نظام الشوك أعلى مراتب الشرف للفرسان في اسكتلندا. يعتبر نظام الشوك في المملكة المتحدة ككل هو النظام الثاني بعد نظام فرسان الرباط. ويُكرّم الرجال والنساء الاسكتلنديين الذين شغلوا مناصب عامة أو الذين ساهموا بطريقة ما في الحياة الوطنية بالدخول في هذا النظام. أصبح اللورد باتل أول آسيوي يحصل على هذا التكريم في تاريخ النظام الذي يبلغ 322 عامًا. تم التصديق على الأمر رسميًا من قبل الملكة خلال احتفالية في قصر باكنغهام في 9 يونيو 2010.==References==
1. ↑  "Archived copy". مؤرشف من الأصل في 31 ديسمبر 2004. اطلع عليه بتاريخ 26 مايو 2010.{{استشهاد ويب}}:  صيانة الاستشهاد: الأرشيف كعنوان (link)
2. 1 2 3 4 5  "Narendra Babubhai Patel". من يكون من  [لغات أخرى]‏. A&C Black. ديسمبر 2008. مؤرشف من الأصل في 2020-04-18. اطلع عليه بتاريخ 2009-06-21.{{استشهاد ويب}}:  صيانة الاستشهاد: علامات ترقيم زائدة (link)
3. ↑  "Royal Society of Edinburgh: Fellowship" (PDF). الجمعية الملكية في إدنبرة. مؤرشف من الأصل (PDF) في 16 ديسمبر 2008. اطلع عليه بتاريخ 21 يونيو 2009.
4. ↑  "Attend VIPs - Attend". www.attend.org.uk. مؤرشف من الأصل في 2019-05-11.
5. ↑  "No. 54794". The London Gazette (Supplement). 13 يونيو 1997. ص. 2.
6. ↑  "No. 55419". The London Gazette. 4 مارس 1999. ص. 2543.
7. ↑  "No. 59258". The London Gazette. 1 ديسمبر 2009. ص. 20801.
8. ↑  "Announcement of new appointments to the Order of the Thistle, 29 November 2009". Royal Household of the United Kingdom. 29 نوفمبر 2009. مؤرشف من الأصل في 2018-01-11. اطلع عليه بتاريخ 2009-12-01.
9. ↑  "First Asian made Knight of Order". Google. Press Association. 1 ديسمبر 2009. مؤرشف من الأصل في 2020-04-18. اطلع عليه بتاريخ 2009-12-01.
10. ↑  "Scottish Asian awarded top honour by Queen". BBC. بي بي سي نيوز. 9 يونيو 2010. مؤرشف من الأصل في 2010-06-13. اطلع عليه بتاريخ 2010-06-20.
11. ↑  "SafeHands for Mothers". SafeHands for Mothers. مؤرشف من الأصل في 2019-05-16. اطلع عليه بتاريخ 2014-09-09.